# できたて厨房
できたて厨房（できた てちゅうぼう）とは、北海道及び東北地区のローソンに設置されている「うどん・そば」の販売および提供を行う店舗である。

## 概要
2000年代中盤から「さぬきうどんローソン」・「うどんローソン」を北海道及び関西の郊外店で展開しており、これが前身となっているが、当時の調度品に比べて本格的なつくりになっているところも多く見られる。
既存の店舗に併設されており、厨房とイートインスペースと呼ばれるテーブル等を備え付けた喫食スペースが設けられている。客は入口若しくは喫食スペース近くにある商品名カードを抜き取ってレジに提示し料金を支払い、商品を購入する。そのまま喫食スペースで食事を行うか、若しくは持ち帰り用容器を利用し持ち帰ることが可能である。
商品は店舗内の調理スペースで店員によって調理されており、あらかじめ冷凍されているうどんやそばはレンジ・お湯による解凍及び加熱、カレーや丼物はパッケージされたものをお湯で加熱して提供する。揚げ物は店舗備え付けのフライヤーで調理し盛りつけられる。厨房には「だしロボ」と呼ばれる装置が備え付けられており、ボタンを押すだけで「うどんの出汁」「そばの出汁」がどんぶりに注がれるようになっている。
ホームページはない。また、うどんと手作りおにぎりの販売店舗であっても「できたて厨房」の名称を使わない店舗もある。
ローソンの店舗ブランドとして「まちかど厨房」も存在するが、そちらは弁当をメインとした似て非なるものである。

## メニュー
- うどん - さぬきタイプ、一部おでんコーナーにある「さぬきうどん」と同じ麺を使用することもある。
- そば - かつては乱切りそばもあった。
- カレー - カレー丼やカツカレーもある。

その他麺類のメニューや丼物は季節や店舗により違いがあり、基本メニューはうどんとそばとカレーの3種類。カレー（うどん・そば）のように、丼物の具をトッピングしたメニューも存在する。

### サイドメニュー・オプション
- 半熟玉子
- 焼きおにぎり（厨房にてオーブンによる加熱調理）
- 大盛り・2玉（うどん・そば）
- 味付きあげ
- （ホット・アイス）コーヒー
- ソフトクリーム
  - ただし店舗によって販売内容は異なる。

## ギャラリー

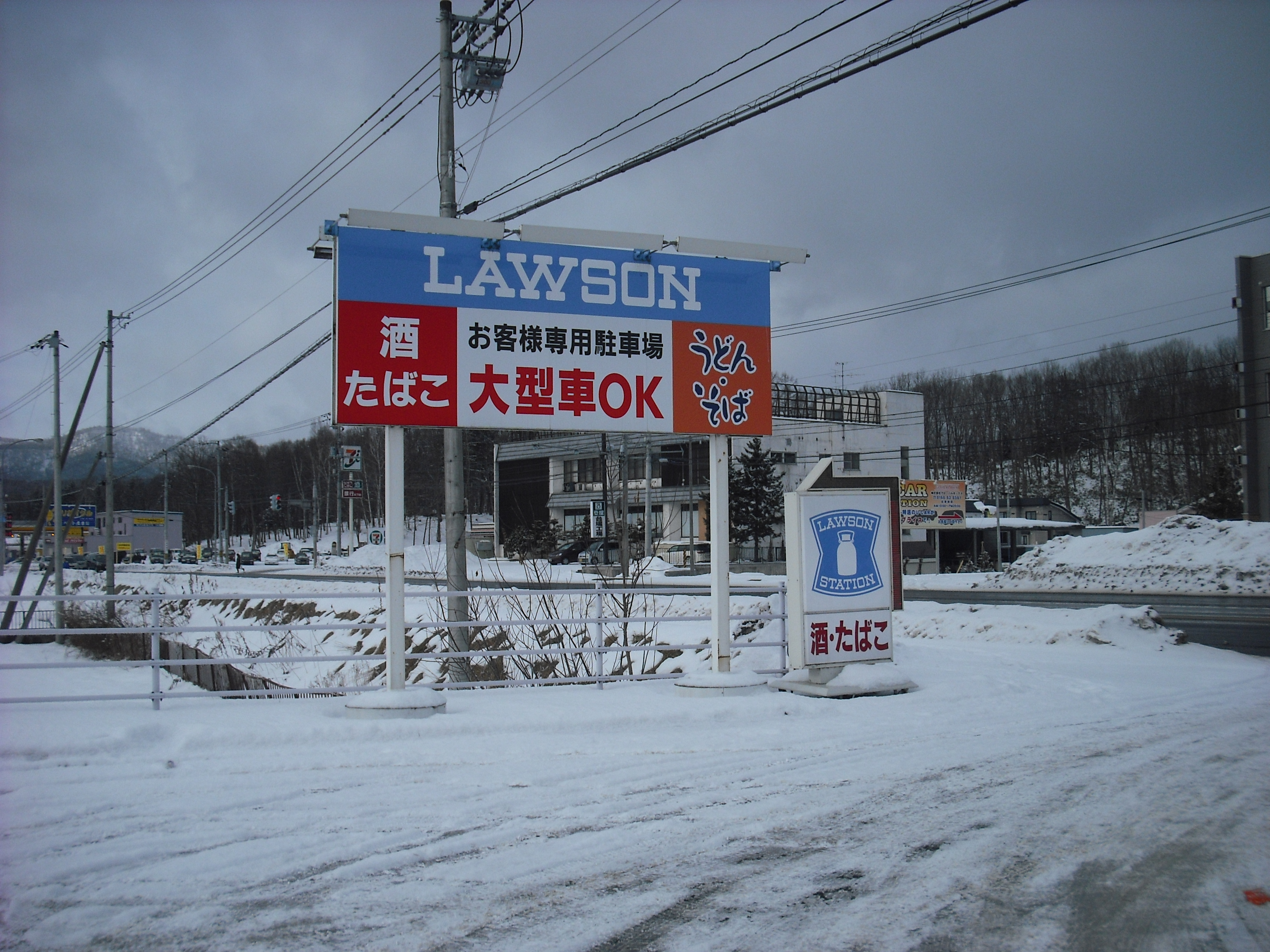
看板の例
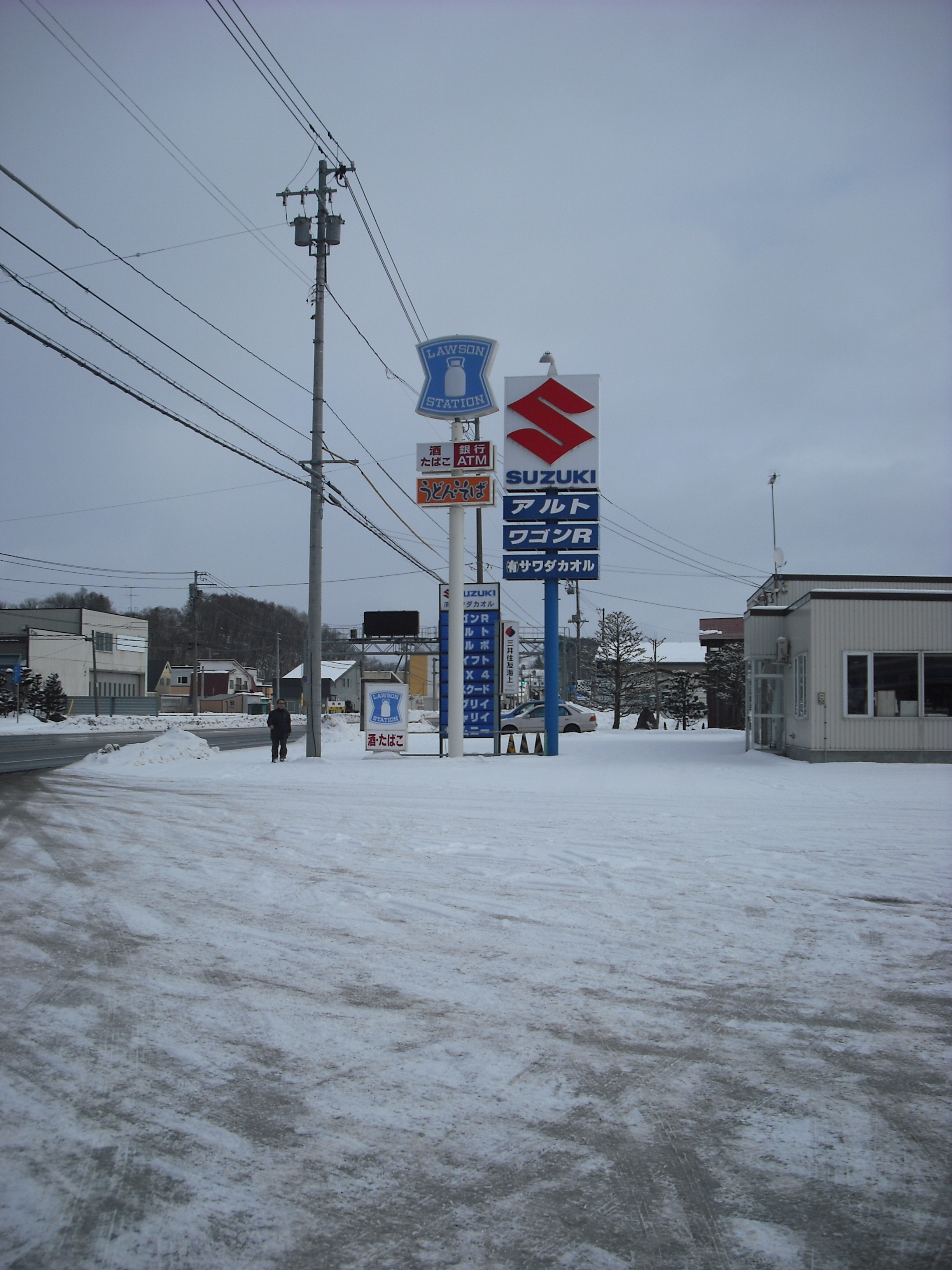
うどん・そばの表示を取り付けたポール
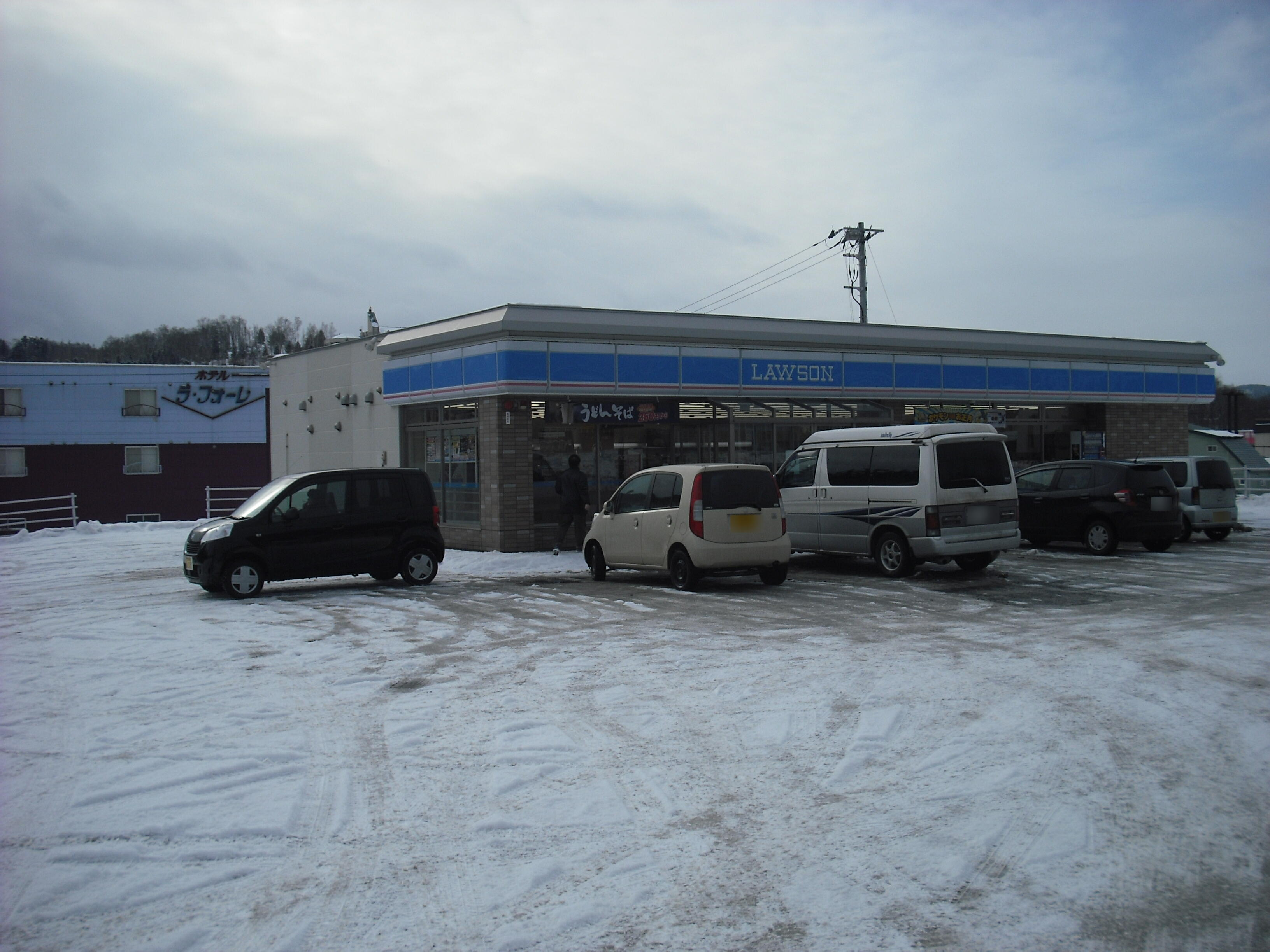
店舗外観。通常の店舗よりも壁の色を茶色に近い色合いにしている